# Jordbävningen på Sicilien 1693
Jordbävningen på Sicilien 1693 var en jordbävningskatastrof som särskilt drabbade Messinasundets kustområden på Sicilien och italienska fastlandet samt Malta. Området drabbades av kraftiga skalv redan de 9 januari som följdes av flera skalv. Det kraftigaste skalvet skedde vid niotiden på kvällen den 11 januari 1693 vid kusten eller en bit ut i sundet vid Catania och följdes av minst en tsunami. Skalven orsakade även flera jordskred som även de kan ha resulterat i flodvågor. I katastrofen omkom  60 000 personer varav närmare två tredjedelar av invånarna i Catania. När området återuppbyggdes fick det en homogen stil i så kallad siciliansk barock och där ingår bland annat området Val di Noto som har blivit ett världsarv. 